# Circus maillardi
L'albanella di Réunion (Circus maillardi J. Verreaux, 1862), nota anche come Papangue nell'isola di origine (papang in creolo di Réunion), è l'unico rapace nidificante endemico dell'isola di Réunion. Molto rara, viene classificata dal 2004 come «specie in pericolo» (Endangered) dall'Unione Internazionale per la Conservazione della Natura (IUCN).

## Etimologia
La specie venne battezzata così da Jules Verreaux in onore di Louis Maillard, ingegnere coloniale dell'isola di Réunion, il quale ritenne per la prima volta che si trattasse di una nuova specie.
Il termine Papangue deriverebbe dalla parola malgascia Papango, che significa «nibbio», a sua volta derivato dallo swahili kipãnga, «sorta di piccolo falco». La specie è conosciuta anche con il nomignolo di Pieds jaunes a causa del colore delle zampe che contrasta con quello del piumaggio.

## Descrizione

### Dimensioni
I due sessi mostrano grandi differenze nelle dimensioni. L'apertura alare varia tra 125 e 140 cm e la lunghezza tra 54 e 59 cm. Come nella maggior parte dei rapaci, le femmine sono più grandi e più pesanti dei maschi. In media, pesano circa 732 g contro i 545 dei maschi. Sono inoltre dotate di ali più larghe e di tarsi più lunghi.

### Aspetto
Oltre che nelle dimensioni, la specie presenta un dimorfismo sessuale piuttosto marcato anche per quanto riguarda il piumaggio. I maschi hanno un piumaggio nero, bianco e grigio, molto contrastante. La testa, il dorso e l'estremità delle ali sono neri, mentre il ventre e la parte inferiore delle ali sono bianchi, fatta eccezione per l'estremità di queste ultime. La coda è di un bianco virante al grigio. Le zampe e le iridi sono gialle.
Nella femmina, il piumaggio è caratterizzato da una colorazione marrone delle parti superiori, fatta eccezione per il groppone, che è bianco. Le parti inferiori sono più chiare, striate di marrone. Le zampe e le iridi sono gialle come nel maschio.
Gli esemplari immaturi, maschi e femmine, presentano fino all'età di due anni un piumaggio più uniforme, di colore marrone scuro virante al rosso a livello dell'addome e dei calzari. Le zampe sono gialle e l'iride è marrone.

## Biologia
Essendo una specie sedentaria, è possibile incontrare l'albanella di Réunion in ogni periodo dell'anno su tutta l'isola, tranne che nelle zone urbanizzate e prive di vegetazione, con densità variabili da una zona all'altra. Originariamente, occupava gli ambienti forestali, ma a seguito delle modificazioni subite dal suo habitat naturale dopo la colonizzazione dell'isola, è stata costretta ad adattarsi. Al giorno d'oggi, frequenta un mosaico più ampio di habitat, come foreste, boschetti e terreni incolti, e utilizza le zone impenetrabili e inaccessibili del suo territorio, come i pendii più impervi e le zone dove la vegetazione è più fitta, per installare il nido. Per andare a caccia, tuttavia, lascia le foreste per spingersi in zone aperte (pascoli, terreni incolti, savane). A volte può anche essere vista volare sopra le zone urbane per raggiungere territori più favorevoli alla caccia. Questa selezione di habitat è legata principalmente all'abbondanza e all'accessibilità delle prede.
Nelle zone a forte densità, una coppia condivide generalmente il suo dominio vitale con le altre coppie stanziate nelle vicinanze. La superficie di questo dominio è stata stimata tra 2,5 e 3 km² o talvolta anche fino a 4-6 km² nelle zone situate ad altitudini più elevate. Le manifestazioni di aggressione intraspecifica sono rare e si riducono ad un inseguimento accompagnato da grida nel caso un esemplare sconosciuto sorvoli l'area del nido.

### Alimentazione
La dieta dell'albanella di Réunion ha subito modificazioni in seguito alla colonizzazione umana dell'isola. I tarsi più corti e gli artigli più lunghi di quelli dell'albanella del Madagascar (C. macrosceles) indicano una capacità di catturare prede di maggiori dimensioni di quelle catturate da quest'ultima, specialmente uccelli e insetti, in un ambiente di tipo forestale. Oggi, tuttavia, i roditori introdotti (ratti e topi) rappresentano dal 50 al 70% della sua alimentazione, malgrado i suoi adattamenti morfologici. La sua tecnica di caccia, generalmente il sorvolo a bassa altezza, le permette di piombare sulle prede grazie all'effetto sorpresa. Il resto della dieta è costituito da serpenti, rettili e piccoli mammiferi. Se ne ha l'occasione, si nutre anche di carogne.

### Riproduzione
L'attività riproduttiva dell'albanella di Réunion è stata osservata in ogni periodo dell'anno su tutta l'isola. Tuttavia, essa raggiunge l'apice nel periodo che va da marzo a luglio, con un calo tra settembre e dicembre. Essa comincia con la parata del maschio che esegue una serie di avvitamenti e picchiate con successiva risalita verso l'alto in prossimità di una femmina e del suo territorio. In seguito deposita una preda presso la quale la femmina andrà a posarsi. Il maschio le sale quindi sopra ed ha luogo l'accoppiamento, che dura circa 10 secondi.
La costruzione dei nidi inizia, di solito, in ottobre con un picco di attività in gennaio e febbraio. Costituiti da un ammasso di rami e di erbe secche di circa 60-70 cm di diametro, vengono installati sul terreno o a bassa altezza su piccoli cespugli. La femmina depone due o tre uova di colore bianco uniforme che vengono covate per 33-36 giorni. Durante questo periodo, il maschio si occupa di nutrirla. Lo scambio della preda tra i due partner si effettua di solito in volo. I giovani si involano 45 giorni dopo la schiusa, ma rimangono nel nido e continuano ad essere alimentati dai genitori per altri due mesi prima di essere allontanati all'inizio della stagione riproduttiva seguente. Il successo riproduttivo dell'albanella di Réunion viene stimato tra 1,2 e 1,4 giovani per coppia e per anno.

## Distribuzione e habitat
L'albanella di Réunion è endemica dell'isola di Réunion, situata circa 700 km ad est del Madagascar, nell'oceano Indiano. In passato era presente anche a Mauritius, a 210 km di distanza da Réunion, dalla quale è purtroppo scomparsa. Si incontra ad altitudini comprese tra i 150 e i 1500 m, ma la maggior parte delle coppie nidifica al di sotto degli 800 m.

## Tassonomia
L'albanella di Réunion appartiene all'ordine degli Accipitriformi e alla famiglia degli Accipitridi. Lontana cugina del falco di palude (Circus aeruginosus), è stata per lungo tempo raggruppata in un'unica specie con Circus macrosceles presente in Madagascar e nelle Comore. Nel 2000, gli studi genetici condotti da Simmons dimostrarono che si trattava al contrario di una specie a parte separatasi da quella del Madagascar da circa 760.000 anni.

## Conservazione
La IUCN Red List classifica Circus maillardi come specie in pericolo di estinzione (Endangered).
Prima dell'arrivo dell'uomo sull'isola di Réunion, al quale seguì una diminuzione in maniera intensiva e irrimediabile della fauna nel suo complesso, la popolazione dell'albanella di Réunion doveva essere più consistente di quella attuale. Le prime stime della popolazione di questo rapace, realizzate negli anni '80 e '90, indicavano la presenza di un numero compreso tra le 200 e le 300 coppie. Tuttavia, queste stime vennero realizzate su aree localizzate dell'isola e utilizzando metodi non standardizzati. Alla fine degli anni '90, la prima valutazione dell'intera popolazione dell'isola stimava tra 400 e 600 il numero di individui presenti, con meno di 100 coppie. Tra il 2009 e il 2010 sono stati osservati 430 esemplari, tra cui 150 coppie stimate.

### IlPapanguenella cultura creola
Il Papangue ha sofferto della cattiva reputazione attribuitagli dai primi abitanti dell'isola. Veniva infatti considerato alla stregua di un «uccello del malaugurio» che non esitava ad afferrare i cappelli e i berretti dei primi coloni. Esploratori e locali lo accusarono dell'uccisione di giovani maiali, capre e altri volatili da cortile. Veniva inoltre cacciato per essere mangiato o tenuto in cattività. Nonostante tutto, troviamo il suo nome nella denominazione di alcune piante endemiche di Réunion e Mauritius come la Liane Papangue, i cui ganci assomigliano agli artigli del rapace.
Oggi i programmi di sensibilizzazione hanno contribuito a migliorare l'immagine di questo rapace, nonostante il bracconaggio persistente. Molti luoghi dell'isola portano il nome del Papangue, come il Piton Papangue e la foresta dipartimentale del Piton Papangue che la circonda. Dà anche il nome ad una strada in salita, la course Papangue, e figura anche sullo stemma della città dell'Étang-Salé.
Il rapace compare anche in alcune leggende locali come quella di Anchaing ed Héva, una coppia di schiavi che, fuggiti dalle violenze del loro padrone e inseguiti dai cacciatori di schiavi, andarono a nascondersi su una montagna ritenuta inaccessibile. Esistono diverse versioni, ma una di queste racconta che, dopo essere stato scoperto da Mussard, un grande cacciatore di schiavi, Anchaing, con un diversivo, lo attirò verso di sé prima di buttarsi giù dalla rupe. La leggenda vuole che esso non muoia, ma che si trasformi in Papangue. Oggi questa montagna porta il nome di Piton d'Anchaing.